# Station Łąkociny
Station Łąkociny is een spoorwegstation in de Poolse plaats Łąkociny.